# Gijzeling in het NOS-gebouw op 29 januari 2015
De gijzeling in het NOS-gebouw op 29 januari 2015 was een incident waarbij een 19-jarige man enkele medewerkers van de omroep bedreigde, een beveiliger gijzelde en 10 minuten zendtijd eiste.

## Verloop gebeurtenissen
In het Media Park drong rond 20.00 uur een 19-jarige man met een (achteraf vals gebleken) pistool het NOS-gebouw binnen. Hij bedreigde daar medewerkers van de omroep, gijzelde een beveiliger en eiste 10 minuten zendtijd. De man beweerde dat hij onderdeel uitmaakte van een hackerscollectief en wereldzaken wilde bespreken voor de live-televisie. Dit leidde tot de evacuatie van het NOS-gebouw, waardoor de uitzending nooit is begonnen. Op de zender NPO 1 was vanwege deze evacuatie van 20.00 uur tot 21.00 uur geen uitzending mogelijk, alleen de tekst "Even geduld a.u.b." stond in beeld. 
De rest van die avond konden er geen (of weinig) normale uitzendingen meer worden uitgezonden op NPO 1, 2 en 3. 
Vlak na 21.00 uur kon via de studio in Den Haag de uitzending worden hervat met verslaggeving over het incident, gepresenteerd door Ron Fresen. Zo wisten kijkers thuis waarom er gedurende een uur geen beeld was op NPO 1, de uitzending in Den Haag duurde tot 22.55 uur, daarna kon er weer geschakeld worden naar Studio 8 in Hilversum. Ook op de site van de NOS werd het incident vermeld. Door dit alles konden die avond het achtuurjournaal en ook Wie is de Mol? niet worden uitgezonden. Het laatstgenoemde programma werd een dag later alsnog uitgezonden.
De gegijzelde bewaker leidde de gewapende man naar een lege studio (Studio 10) die voor de journaals overdag en voor het late journaal wordt gebruikt. Enkele minuten later werd de man door de lokale politie gearresteerd. Het wapen dat de man droeg bleek niet echt te zijn.
Er werd door de collega's van RTL Nieuws een extra uitzending uitgezonden vanwege dit incident; Rick Nieman presenteerde deze uitzending.

## Dader
De dader in kwestie, Tarik Z., was een 19-jarige man uit Pijnacker die studeerde aan de Technische Universiteit Delft. Hij pleegde de gijzelingsactie omdat hij ervan overtuigd was dat de omroep veel leugens verkondigde en zweeg over het fundament van het huidige monetair systeem. Hiervoor wilde hij Nederland waarschuwen. Op 23 februari 2021 plaatste Tarik Z. een video op Instagram waarin hij beweerde dat de NOS nog altijd "nepnieuws" bracht. De video werd later van het Instagram-account verwijderd.

## Rechtszaak
De dader werd schuldig bevonden aan gijzeling, bedreiging en illegaal wapenbezit. In hoger beroep kreeg hij 40 maanden gevangenisstraf, waarvan 24 voorwaardelijk. Tevens mocht hij drie jaar lang niet binnen een straal van 5 kilometer van het Media Park komen.